# Battaglia di Cassano d'Adda (1705)
La battaglia di Cassano d'Adda è stata una battaglia che ebbe luogo il 16 agosto 1705 a Cassano d'Adda, nel corso della guerra di successione spagnola. Entrambe le parti belligeranti subirono gravi perdite, ma alla fine i francesi risultarono vincitori.